# Westafrikanische Währungszone

Mitgliedstaaten der WAMZ

Die Westafrikanische Währungszone (englisch West African Monetary Zone, WAMZ) ist ein Zusammenschluss von primär englischsprachigen Staaten in Westafrika mit Sitz in Abuja (Nigeria). Ihr gemeinsames Ziel ist die Schaffung der West African Central Bank und einer einheitlichen Währung nach dem Vorbild des Euro. Sie ist nicht zu verwechseln mit der Banque Centrale des États de l’Afrique de l’Ouest (BCEAO) zahlreicher französischsprachiger Staaten in Westafrika.

## Einrichtungen und Aufbau
Haupteinrichtung der WAMZ ist das West African Monetary Institute (WAMI; deutsch Westafrikanisches Währungsinstitut), das sich mit der Einrichtung der Zentralbank und der Gemeinschaftswährung befasst. Langfristig ist eine Gemeinschaftswährung mit der Westafrikanischen Wirtschafts- und Währungsunion (UEMOA), der Währungsunion der frankophonen Staaten in Westafrika, geplant, die bereits eine Gemeinschaftswährung, den CFA-Franc BCEAO, haben. Zusammen mit Kap Verde bilden diese Länder die Westafrikanische Wirtschaftsgemeinschaft ECOWAS.
Die geplante Zentralbank der WAMZ ist die West African Central Bank (WACB), die die Aufgabe der derzeitigen Zentralbanken der einzelnen Mitgliedstaaten übernehmen soll. Arbeitstitel der Gemeinschaftswährung ist der West African Units Accounts (WAUA), der bereits von allen Mitgliedstaaten in Form von Reiseschecks akzeptiert wird. Die zukünftige Währung soll Eco heißen.

## Mitgliedstaaten
| Land         | Status     | Beitritt          |
| ------------ | ---------- | ----------------- |
| Gambia       | Mitglied   | 15. Dezember 2000 |
| Ghana        | Mitglied   | 15. Dezember 2000 |
| Guinea       | Mitglied   | 15. Dezember 2000 |
| Nigeria      | Mitglied   | 15. Dezember 2000 |
| Sierra Leone | Mitglied   | 15. Dezember 2000 |
| Liberia      | Mitglied   | 16. Februar 2010  |
| Kap Verde    | Beobachter | -                 |